# سپیده گل‌گل

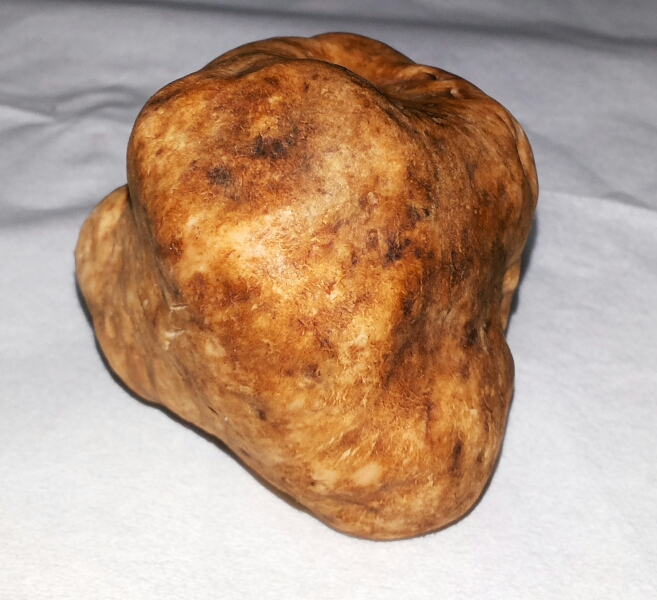

سپیده گل‌گل، روستایی از توابع بخش مرکزی شهرستان کوهدشت در استان لرستان ایران است.تمام اهالی روستا از طایفه بزرگ گراوند هستند.این روستا در 15 کیلومتری شهرستان کوهدشت قرار دارد.نام روستا از پیشینه ان به دلیل سرسبزی و طبیعبت بکر ان گرفته شده‌است و هم‌اکنون روستا دارای جاذبه‌های دیدنی مناسبی است مانند خانه سنگی چهل لانه که توسط انسان‌های اولیه در دل سنگ‌های کوه حفر شده‌است نظر هر بیننده ای را به خود جلب می‌کند همچنین طبیعیت روستا در بهار از دارای دیدنی‌های فوق العاده ای است و وجود گونه ای قارچ کمیباب دنبلان نیز در ان مشاهده شده‌است.همچنین این روستا از فقدان مدیریت صحیح رنج میبرد با وجود نزدیکی به شهر و جمعیت زیاد اما دارای هیچ مزیتی نیست حتی خیابان های آن هنوز به صورت خاک و شن و آنتن دهی ضعیف تلفن های همراه ،پسماند های زباله و جولان مواد فروش ها و افزایش تعداد جوانان معتاد باعث فرار جمعیت روستایی به شهر های بزرگ شده که امروزه این روستا را هر چه بیشتر به انزوا برده است گماشتن افرادی با صلاحیت پایین برای مدیریت روستا اکنون وضع روستا را بیشتر وخیم کرده است.

## جمعیت
این روستا در دهستان گل گل قرار دارد و براساس سرشماری مرکز آمار ایران در سال ۱۳۸۵، جمعیت آن ۱٬۰۴۸ نفر (۲۰۱خانوار) بوده‌است.